# Washington, Pennsylvania
Washington är en stad i sydvästra Pennsylvania, i Pittsburghs storstadsområde, med 13 497 invånare (2010). Washington är administrativ huvudort i Washington County, Pennsylvania.
I staden finns USA:s elfte äldsta högskola, Washington and Jefferson College, som grundades 1781 som Washington College och fick sitt nuvarande namn 1865 efter sammanslagningen av Washington College och Jefferson College.